# Хаджич, Тарик
Тарик Хаджич (черног. Тарик Хаџић / Tarik Hadžić, 17 марта 1994, Рожае, СРЮ) — черногорский горнолыжник. Будет выступать на соревнованиях по слалому и гигантскому слалому на зимних олимпийских играх 2014 года. На церемонии открытия этой олимпиады Тарик Хаджич нёс флаг своей страны. 19 февраля участвовал в соревновании по гигантскому салому; в первом заезде он занял 71 место, а во втором заезде - 60. 22 февраля выступал в слаломе; В первом заезде пришёл 71, во втором — 36.